# Karczmiska (Zaleszany)
Karczmiska – przysiółek wsi Zaleszany w Polsce położony w województwie podkarpackim, w powiecie stalowowolskim, w gminie Zaleszany.
W latach 1975–1998 przysiółek administracyjnie należał do województwa tarnobrzeskiego.